# 悪魔城ドラキュラ ロード オブ シャドウ2
『悪魔城ドラキュラ ロード オブ シャドウ2』（あくまじょうドラキュラ ロード オブ シャドウ ツー、英題: Castlevania: Lords of Shadow 2）は、日本国内では2014年9月4日にコナミデジタルエンタテインメントから発売されたPlayStation 3、Xbox 360、PC（Steam 日本語は非対応）用ソフトのアクションゲーム。

## 概要
『悪魔城ドラキュラ』シリーズ初となるドラキュラが主人公となる作品で、MercurySteamが担当する『ロード オブ シャドウ』シリーズ完結作。1から約1000年後、既に破壊されたドラキュラ城の跡地に築かれたキャッスルヴァニア市が舞台。
発売後、本編が始まる前のアルカードの物語を描いた「Revelations」が配信された。海外では発売から約一ヶ月で配信されたDLCのRevelationは、国内ではソフトの発売と同時に配信された。
海外ではヴィクター・ゾベック・副官のフィギュア、アートブック、ソフト同梱のオリジナル収納ケースが入っているドラキュラの墓を模したTomb Editionセットが発売され（発売前のトレーラーではドラキュラのフィギュアも付属する予定だった）、日本国内でもソフトの発売記念として映画ドラキュラZEROとのコラボも行われた。世界最大のゲームイベントE3ではドラキュラの等身大フィギュアと棺が登場し体験会なども行われた。

## ゲーム仕様
前作と同様、英語音声のみであり日本語吹き替えは無い。今作の音楽は全てビートルズなどが録音を行った事で有名なアビー・ロード・スタジオで収録されている。
1で固定カメラを採用していたが今作からフリーカメラに変更され、動きもより滑らかになりコンボ攻撃にも繋ぎやすくアクションの苦手な人もプレイしやくなっている。難易度も４段階用意されていて本編を一度クリアすると最高難易度の「闇の魔王」が選択可能になる。QTEのON・OFFの切り替えも最初から行える。

## 評価
本作はゲーム雑誌「ファミ通」のクロスレビューにて、7・8・8・8の31点でシルバー殿堂入りした。
2012年E3でBest E3 Trailer(E3最優秀トレーラー)を受賞した。スペインで開催された「Gamelab2014」で数多くの受賞を獲得した。The Film Soundtrack Center Awardsで、今作がBEST VIDEO GAME MUSIC賞を獲得。

## ストーリー
魔王ドラキュラと名乗り世界を恐怖に陥れたガブリエル・ベルモンドは、ある日の燈光教団の総攻撃を退けた後、歴史の舞台から忽然と姿を消す。それを好機と見たサタンの従者達はサタンの復活の儀式を始める。サタンの復活を恐れたゾベックは、姿を消したガブリエルを見つけ従者達を抹殺してサタンの復活を阻止せよと告げる。ガブリエルもまた永遠の死のために再び戦いに身を投じるのだった。

## 登場人物
本作のボイスは全て英語音声のみとなっている。
ガブリエル・ベルモンド（ドラキュラ） - CV：ロバート・カーライル
燈光教団に復讐を誓う吸血鬼だったが、ある日の燈光教団の総攻撃を退けた後、ある理由から数百年も身をひそめ、それにより力の大半を失ってしまう。ゾベックからサタンの復活が行われている事を知り、それを阻止したら永遠の死を与えると言ったため、その望みを手にするため戦いに身を投じる。自らの血を鞭にした「ダークシャドウウィップ」、虚無が形となった「ボイド・ソード」、怒りから生み出した「カオス・クロー」を使用して戦う。神を恨みながら神に選ばれた存在でもあり、彼の子孫のベルモンド一族にも天の加護を受ける教団にも完全に打ち倒す事の出来ない存在。
マリー・ベルモンド - CV：ナターシャ・マケルホーン
ガブリエルの妻。前作の時点で故人だが、ドラキュラ城内で姿を現し、ガブリエルに協力する。
アルカード - CV：リチャード・マッデン
かつて息子のシモン・ベルモンドと共に父であるガブリエルと戦ったヴァンパイア。教団の攻撃を受けた後に父親と再会、ある誓いをした後に現在は姿を消している。DLCでは本編前の彼を主人公としたストーリーを体験できる、メインウェポンは前作のダークペインではなくクリセグリム（ヴァルマンウェの海外名）という長刀を用いて戦う。
トレバー・ベルモンド - CV：スチュアート・キャンベル
アルカードが人間だった頃の名前だが、本作ではアルカードとは完全に別の存在であり、少年の姿である。ガブリエルの失った力を取り戻すために魔界へ導く。
ゾベック - CV：パトリック・スチュワート
教団創設者の一人の心に巣食う闇であるロード・オブ・シャドウであり、かつてガブリエルを利用し陥れたネクロマンサー・ロードである。サタンの復活を恐れており、その阻止のためにガブリエルと接触する。ガブリエルの望む永遠の死のために、かつてガブリエルが人間だった頃に使用していたバトルクロスを復元している。
ゾベックの副官
全身を漆黒の鎧で身を纏ったゾベックの側近。ゾベックの命令でドラキュラのサポートを行う。
ライサ・ヴォルコワ - CV：アレックス・チャイルズ
バイオキメック社の統括でありサタンの第一の従者、冷酷で無情な性格であり、何十年も人間を装いながらサタンの下僕に変貌させてしまうウイルスの制作を行っている。サタンの娘。
ネルガル・メズラムスティ
サタンの第二の従者｡
パラディン
ベルモンド一族が燈光教団から失われていた時期に行われたドラキュラ城への総攻撃の際、単独で飛行可能な力を持つ黄金の鎧を身に纏う当時最も力を持っていた戦士。
チュパカブラ
ストアを開きドラキュラのサポートをする。
エウリュアレ、ステンノ、メドゥサ
ドラキュラの忠実な部下。
ライオット・ポリス
サタンの従者が起こした騒動で混乱したキャッスルヴァニア市に派遣された重武装治安部隊。
サタン - CV：ジェイソン・アイザックス
力で人間を支配しようとし神によって天界を追放された過去を持つ。かつてガブリエルに倒されたが魂は滅びておらず、従者達が復活の儀式を進めている。かつての姿と比べ大きな体格になり、黒い翼もつきより悪魔らしい外見になっている、復活と同時に現れたレヴィアタンと共に遥か上空へと飛び立ち破壊活動を行おうとするも、しがみ付きよじ登っていたドラキュラとアルカードによって阻止される。親子であるという関係を利用した卑劣な手段を用いてガブリエルに最後の戦いを挑む。
カーミラ・クロンクヴィスト - CV：Sally Knyvette
かつてガブリエルに倒されたロード・オブ・シャドウの一人ヴァンパイア・ロード。魂は魔界に留まっており、ガブリエルを再び魔王として迎え入れようと誘惑する。
アグレウス
パンの弟であり、彼とは正反対の死を司る精霊。パンがガブリエルに殺された事で精神の均衡が崩れて異常なまでに狂気を帯び、ガブリエルを殺す事にのみ執着する。
トイメーカー
かつてヴァルター・ベルンハルトに呪いをかけられ、相手に死を与える道具を作り続けなければならなかったが、ある日を境に良心を取り戻し呪いに抗うために自身の心臓を抜き取り、劇場に隠した。
ビクター・ベルモンド - CV：Anthony　Howell
シモン・ベルモンドの遠い子孫。燈光教団の戦士にして最後の人間の血を持つベルモンド一族。サタンの従者から人々を守っている。彼もバトルクロスを扱うが、ガブリエルやトレバー、シモンが使っていた物とは形が異なる。全てリナルド・ガンドルフィーが制作した物だが、かつてガブリエルが使用していたオリジナルが最も強力な力を持ちそれ以外の物は模造品である。なおアメリカ発のドリームキャストで開発中止となった悪魔城ドラキュラシリーズの3Dアクションゲーム『Castlevania: Resurrection』の登場人物の1人だった「ヴィクター・ベルモンド」のオマージュである。
内なるドラキュラ - CV：ロバート・カーライル
ガブリエルの血に存在する暗黒面。永遠の死を望もうとするガブリエルに対して、再び魔王としての道へ導こうとかつてのガブリエルの手下だった魔物達を操る。もう一人のドラキュラそのものでありドラキュラ自身の手で倒す事は出来なかった。

## サウンドトラックCD
Disc: 1
```
 1. The Throne Room 
 2. Brotherhood Assault 
 3. Dying for a Drop of Blood 
 4. The Toy Maker 
 5. The Paladin of God 
 6. Descent to the Castle Dungeons 
 7. The Siege Titan 
 8. Dracula's Theme 
 9. Hunter and Prey 
 10. Gods Chosen 
 11. Carmilla 
 12. The Power of Void 
 13. City in Flames 
 14. Castlevania 
 15. Carmilla's Fight 
 16. A Man of God 
 17. Chaotic Battle 
 18. Satan 
 19. Carmilla's Spell)
```

別売りのサントラCD。全曲ではなく収録されていない曲もある。海外では単品での販売がされているが、足りない曲はiTunesから購入する形式になっている。

## 書籍
The Art of Castlevania: Lords of Shadow Hardcover – March 4, 2014
タイタンブックスから発売。「ロード オブ シャドウ」・「宿命の魔鏡」・「2」の全作のアートが192ページで収録されている。ガブリエルから始まるベルモンドの系譜、ドラキュラ、敵デザイン、背景を見る事ができる。「宿命の魔鏡」の横スクロールマップも全体を見通す事ができる。

## 主なスタッフ
- プロデューサー: Dave cox
- ディレクター＆ライター: Enric alvarez、Jose luis marquez
- ミュージック: Oscar araujo
- キャラクターデザイン & イラストレーション: Jose luis vaello
- リードプログラマー: Jose dario halle